# Втора оперативна зона на НОВ и ПОМ
Втора оперативна зона на НОВ и ПОМ е създадена с наредба на Главния щаб на народоосвободителната армия и партизанските отряди на Македония от март 1943 година, а официалното и създаване е на 20 май 1943 година. Районът, който покрива зоната обхваща линията Дебър-Кичево-Македонски брод-Богомила и западния край на железопътната линия Богомила-Прилеп-Битоля. В зоната влизат градовете Струга, Охрид, Ресен, Битоля, Прилеп и Крушево с техните околности. През август 1944 година районът на обхват на зоната е разширен, а от началото на октомври 1944 година е преименувана на Втора корпусна област на НОВ и ПОМ.

## Командване
- Тодор Ангелевски – командир (до юни 1943)
- Петре Пирузе – командир (след юни 1943)
- Кирил Кръстевски – политически комисар (след 1943)
- Йосиф Йосифовски – политически комисар (до 1943)
- Наум Наумовски – помощник-политически комисар
- Трайче Груйоски – помощник-политически комисар

През 1944 г. зоната е с нов команден състав:
- Тихомир Милошевски – командир
- Лазар Калайджийски – заместник-командир
- Наум Наумовски – политически комисар
- Коце Йовановски – заместник-политически комисар
- Живан Росич – началник-щаб